# Michaił Woroncow (1714–1767)
Michaił Iłłarionowicz Woroncow (ros. Михаи́л Илларио́нович Воронцов, 1714 – 1767) – rosyjski polityk. Wziął udział w zamachu stanu zorganizowanym przez gwardię i francuską dyplomację, który to zamach wyniósł do władzy Elżbietę Piotrowną. M.I.Woroncow położył podwaliny pod przyszłą potęgę jego rodu.
Był odznaczony Orderem Orła Białego i pruskim Orderem Czarnego Orła.